# Calidris
Calidris är ett släkte med arktiska långflyttande snäppor. Dessa vadare bildar vintertid stora blandflockar vid kuster och flodmynningar. För att vara snäppor är de små till mellanstora, långvingade och ganska kortnäbbade. Deras näbbspets är mycket känslig vilket ger dem möjlighet att finna föda begravd i sanden som de på ett karaktäristiskt vis söker efter genom rastlöst springande uppblandat med att de sticker ned näbben i marken.

## Systematik
Calidrisvadarnas närmsta släktingar är de två arterna i släktet roskarlar (Arenaria). Även de polynesiska snäpporna i släktet Prosobonia, varav endast en art inte är utdöd, hör till gruppen.
Man känner till ett fossilt ben återfunnet i Edson Beds i Sherman County i Kansas. Benet som uppskattas vara ungefär fyra till tre  miljoner år gammalt, verkar komma från en calidrisvadare liknande tuvsnäppan, men har några karaktärsdrag gemensamt med roskarlar. Beroende på vilka karaktärer som är apomorfa och plesiomorfa, så kan det röra sig om en anfader till endera av utvecklingslinjerna. Den kan också härröra ifrån ett distinkt förhistoriskt släkte, eftersom de egentliga calidrisvadarna verkar ha existerat väldigt tidigt (se nedan).
Fem arter som tidigare placerades i egna släkten betraktas numera efter DNA-studier vara en del av Calidris: brushane (tidigare Philomachus), bränningssnäppa (Aphriza), prärielöpare (Tryngites), skedsnäppa (Eurynorhynchus) och myrsnäppa (Limicola).
Ett äldre svenskt namn som användes för vissa arter i både Tringa och Calidris var strandvipor.

### Arter
Släktets arter enligt AviList:
- Kustsnäppa (Calidris canutus)

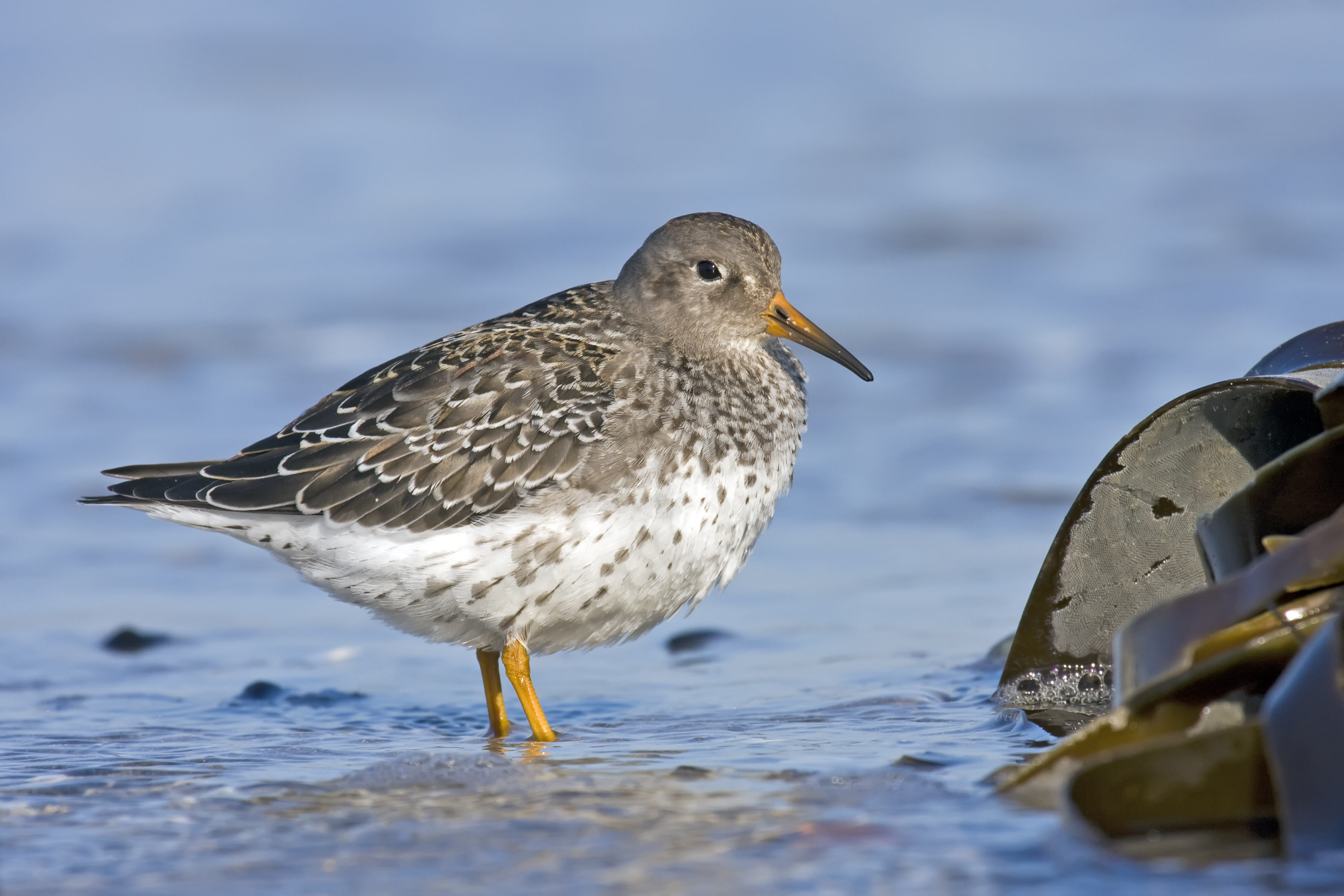
Skärsnäppa.

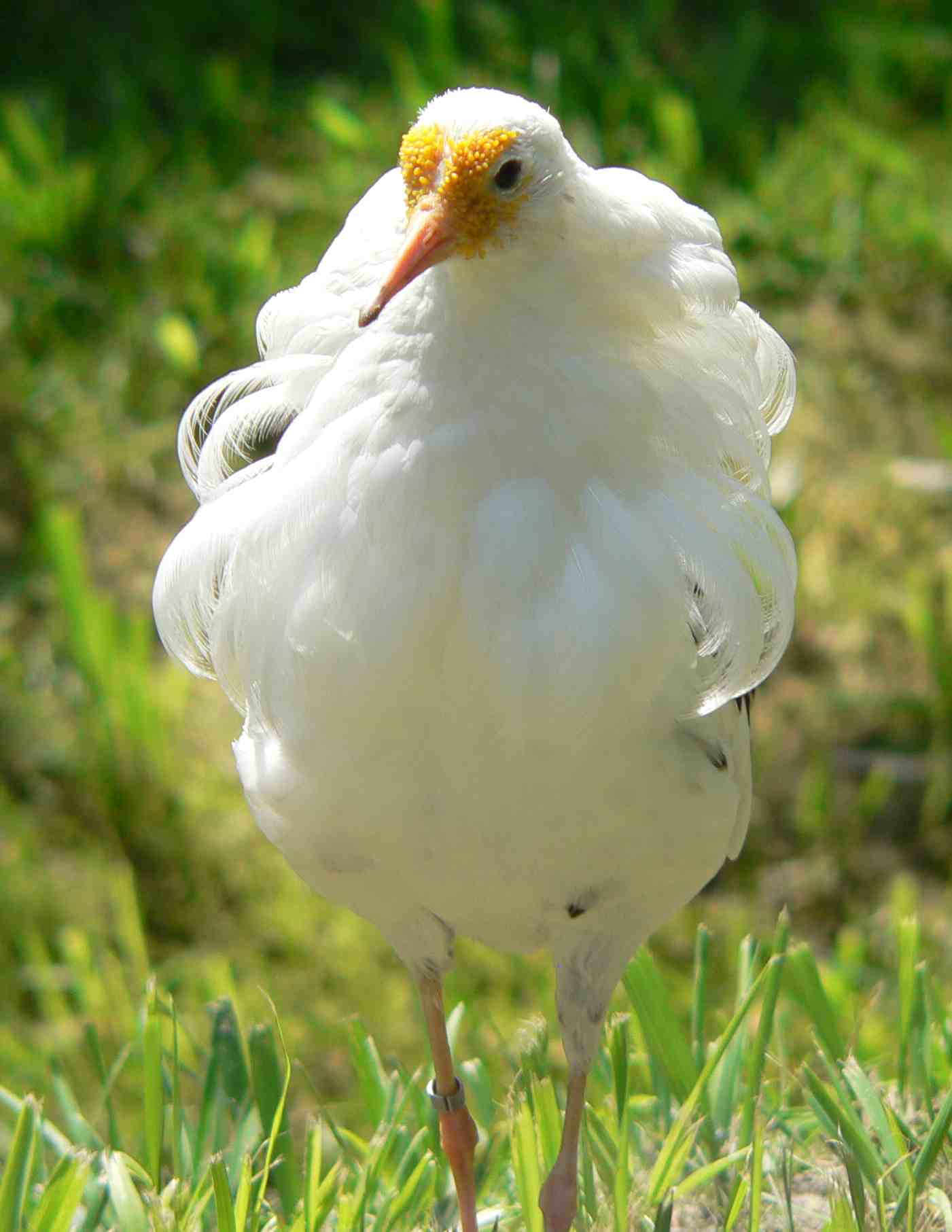
Brushane.

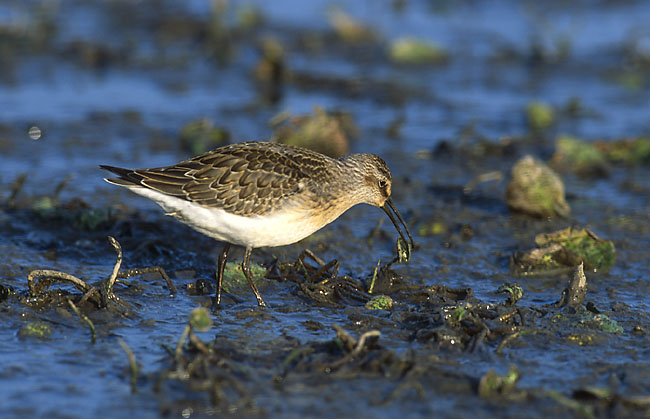
Juvenil spovsnäppa.

- Bränningssnäppa (Calidris virgata) – tidigare i Aphriza
- Kolymasnäppa (Calidris tenuirostris)
- Brushane (Calidris pugnax) – tidigare i Philomachus
- Spetsstjärtad snäppa (Calidris acuminata)
- Myrsnäppa (Calidris falcinellus) – tidigare i Limicola
- Spovsnäppa (Calidris ferruginea)
- Styltsnäppa (Calidris himantopus) – tidigare i Micropalama
- Skedsnäppa (Calidris pygmaea) – tidigare i Eurynorhynchus
- Rödhalsad snäppa (Calidris ruficollis)
- Mosnäppa (Calidris temminckii)
- Långtåsnäppa (Calidris subminuta)
- Prärielöpare (Calidris subruficollis) – tidigare i Tryngites
- Sandlöpare (Calidris alba)
- Kärrsnäppa (Calidris alpina)
- Skärsnäppa (Calidris maritima)
- Klippsnäppa (Calidris ptilocnemis)
- Gulbröstad snäppa (Calidris bairdii)
- Tuvsnäppa (Calidris melanotos)
- Sandsnäppa (Calidris pusilla)
- Tundrasnäppa (Calidris mauri)
- Småsnäppa (Calidris minuta)
- Dvärgsnäppa (Calidris minutilla)
- Vitgumpsnäppa (Calidris fuscicollis)

Som nämns ovan så finns det material från fåglar närmast identiska med calidrisvadare som härstammar från före pleistocen. En obeskriven art är känd från tidig miocen i Dolnice i Tjeckien. Tringa gracilis (tidig miocen i västra Centraleuropa) och Tringa minor (syn. Totanus minor, Erolia ennouchii) från mellersta miocen i Grive-Saint-Alban (Frankrike) vilka är snäppor med okänd släktestillhörighet.